# 楊振權
楊振權，GBS（1950年—），香港出生，截取通訊及監察事務專員，曾任香港特別行政區高等法院上訴法庭副庭長。

## 年表
- 香港大學法學士及法律專業證書（1975年）
- 香港大律師資格（1976年）
- 香港司法機構裁判官（1985年）
- 香港司法機構地方法院法官（1987年）
- 香港高等法院原訟法庭法官（1995年）
- 香港高等法院上訴法庭法官（2002年）
- 香港高等法院上訴法庭副庭長（2011年）

## 經其審理的案例
- 1996年案（1997年上訴至高等法院原訟法庭）：當時尚為高等法院原訟法庭法官的楊振權在其判詞中提到他在分析《宣誓及聲明條例》字眼後，認為該條例的主要目的是供證人（包括被告）決定他的宣誓應採取宗教或非宗教形式進行，當中並無規定教徒才可以宗教形式宣誓，也毋需宣誓者事先對基督教有任何了解。他進一步提到該案的原審裁判官在控方並未對上訴人（即）的宣誓方式提出質疑的情況下，並無基礎認為上訴人的誓言不受良心約束，因此原審裁判官僅因為上訴人無法回答耶穌何時死亡、出生地，就不准上訴人以宗教式宣誓作供的舉動有錯。楊振權最終裁定原審定罪不穩妥，並撤銷上訴人的定罪及刑期。[1][2]
- 2007年香港教育學院風波「與香港教育學院有關的指控調查委員會獨立調查委員會」主席[3]：認為曾任教統局局長的李國章並沒有不適當干預教院的院校自主、沒要求或強迫教院合併。即使李國章多次向莫禮時親口說要「合併」 (merger、merge) 教院，但委員會認同李國章本人的說法——覺得「合併」一詞比「院校整合」(institutional integration) 或「院校協作」(institutional collaboration) 等用語「容易發音」，替李國章把其說話解釋作「就是教院有需要與其他高等院校（尤其是中大）進行更深入的院校整合」，而不是「合併」。[4]
- 2017年重奪公民廣場案：楊振權於判決書中認為「香港社會近年瀰漫一股歪風」、「重奪公民廣場」的「奪」字「有暴力意味」[5]，最後重判該案3名被告監禁6至8個月，同時設定了「量刑指引」。[6]其後終審法院2018年2月就「雙學三子」黃之鋒、羅冠聰和周永康一案於判辭中特意指出，不同意楊的說法，表明有關看法並非有證據支持，不能構成判刑的基礎[7]；加上楊考慮加刑時，忽略上訴人的個人罪責，反將他人罪責反映在各上訴人身上，非一個恰當的判刑基礎[8]。終審法院裁定三人訴得直，推翻楊振權的裁決，撤銷監禁，維持原審判刑。
- 2017年反東北撥款案：楊振權重判該案12名被告監禁13個月，1人監禁8個月。[9]其後終審法院2018年9月於本案於判辭中，指出楊振權犯下原則性錯誤，將新的「量刑指引」追溯至本案，並質疑其量刑起點過重。終院再次推翻楊振權的裁決，各人上訴得直，獲得減刑，當庭釋放。[10][11]
- 2017年七警毆打曾健超案：楊振權認為警務人員正面對「自以為是正確及光榮」的示威者的侮辱甚至「暴力行為」，長時間工作又沒足夠休息，遇上曾健超「挑釁」，才做出毫不理性的反應，楊官認為兩年半量刑起點對被告而言「過重」，故此予以當中三名涉案警察保釋[12]